# BRTN
A Beijing Radio and Television Network ou BRTN é uma rede de televisão pública de Pequim, na República Popular da China. Foi fundada em 16 de maio de 1979.

## Canais
Possui vários canais:
- Beijing Satellite TV (BTV 北京卫视)
- BTV Arts Channel (BTV 文艺)
- BTV Science and Education Channel (BTV 科教)
- BTV Entertainment Channel (BTV 影视)
- BTV Finance Channel (BTV 财经)
- BTV Sports Channel (BTV 体育)
- BTV Lifestyle Channel (BTV 生活)
- BTV Youth Channel (BTV 青年)
- BTV News Channel (BTV 新闻)
- BTV Kaku Kids Channel (卡酷少儿)